# Parc national de Xishan (Guangxi)
Pour les articles homonymes, voir Xishan.
Le parc national de Xishan ou le parc national de la montagne de l'ouest (chinois : 西山国家重点风景名胜区 / pinyin : Xīshān guójiā zhòngdiǎn fēngjǐng míngshèngqū / anglais : Xishan National Key Scenic Spot), aussi référé comme étant la zone panoramique nationale de Xishan (anglais : Xishan National Scenic Zone), est un lieu touristique national important de Chine, situé dans la ville de Guiping, Guangxi. Il est un lieu de pèlerinage et de tourisme depuis l'an 502.
Le parc se entoure la montagne de l'Ouest de la province de Guangxi, culminant à 678 m de haut et son tracé a été officialisé par le gouvernement chinois le 1er août 1988, date à laquelle il est établi parc national. Les lieux les plus visités à l'intérieur du parc sont la source douce (泉甘 Quán gān), le parfum du thé (茶香 Chá xiāng), l'arbre étrange (树奇 Shù qí), le monstre de pierre (石怪 Shí guài) et le Saint bouddha (佛圣 Fú shèng).

## Géographie

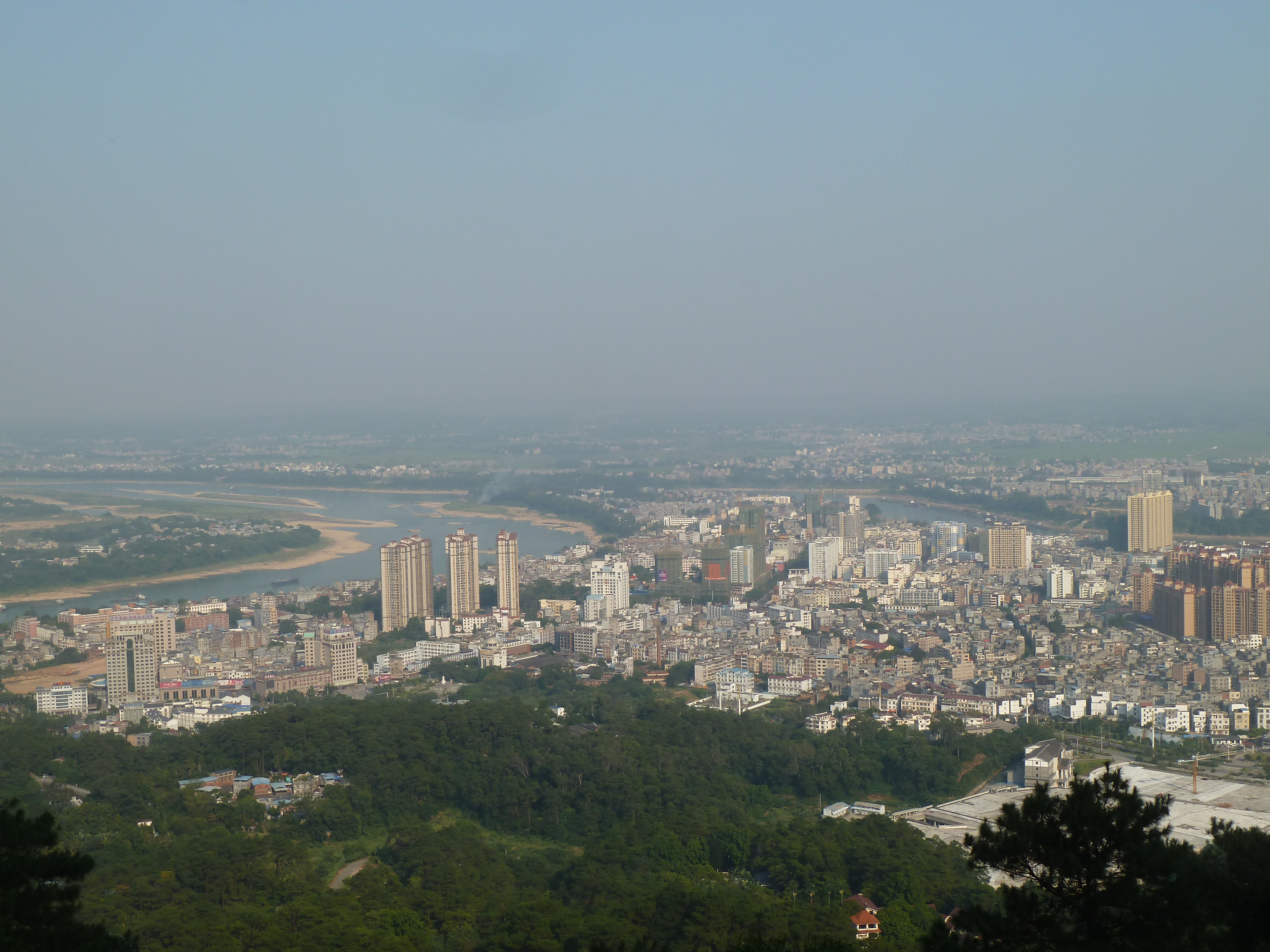
La ville de Guiping vue du haut de la montagne.

## Histoire

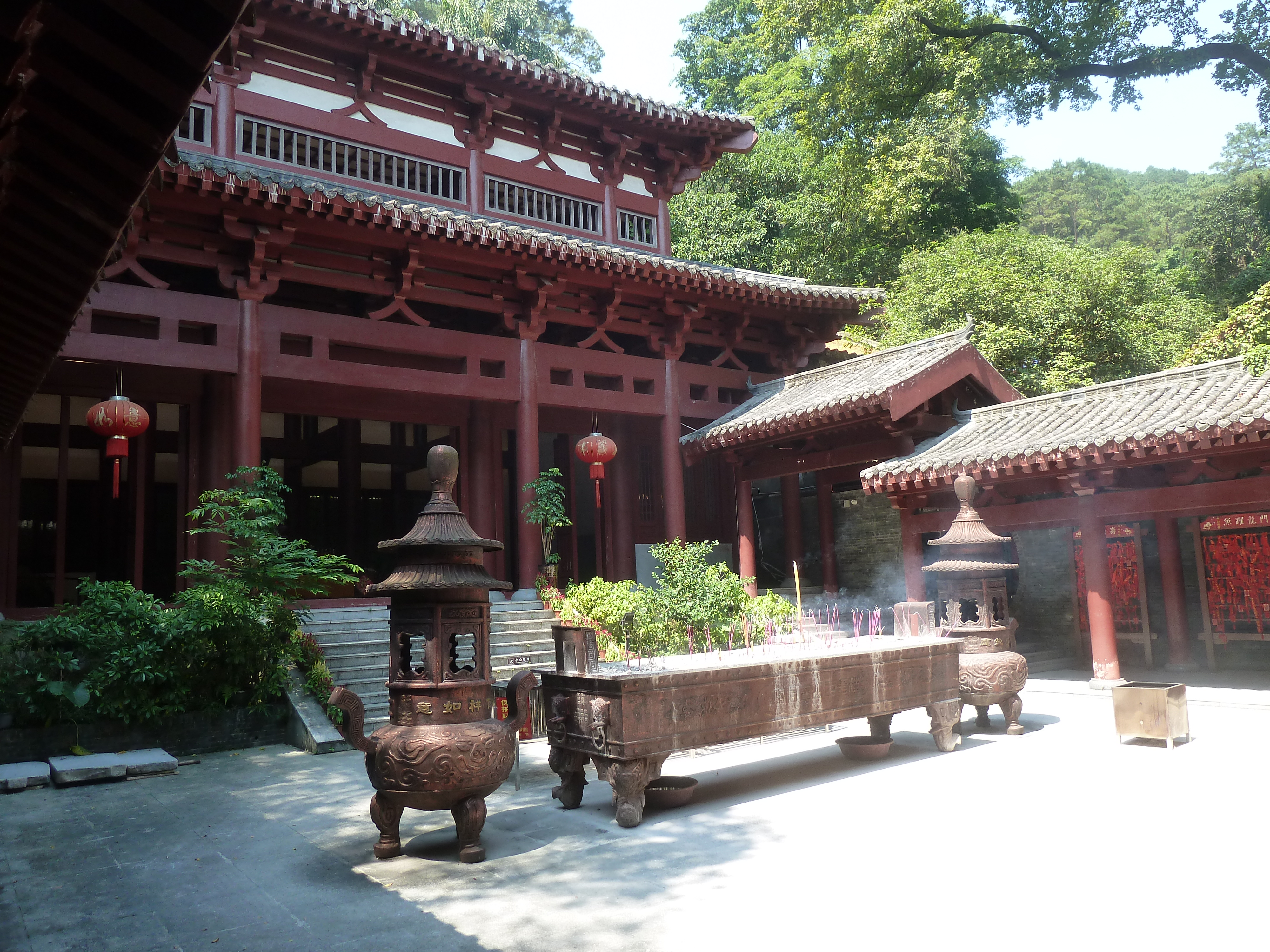
Le temple de Li Gong.

La montagne de l'Ouest de Guiping est devenu un lieu touristique en l'an 502, après que la dynastie Liang du sud ait établi le comté de Guiping[réf. nécessaire]. Elle était considérée comme l'une des sept grandes montagnes de l'ouest de la Chine[réf. nécessaire]. 

### Patrimoine religieux
À l'entrée du parc, près du temple Li Gong se trouve un arbre à prières à trois branches très accrocheur, couvertes de brins de tissus rouges[réf. nécessaire].

## Patrimoine naturel

### Flore

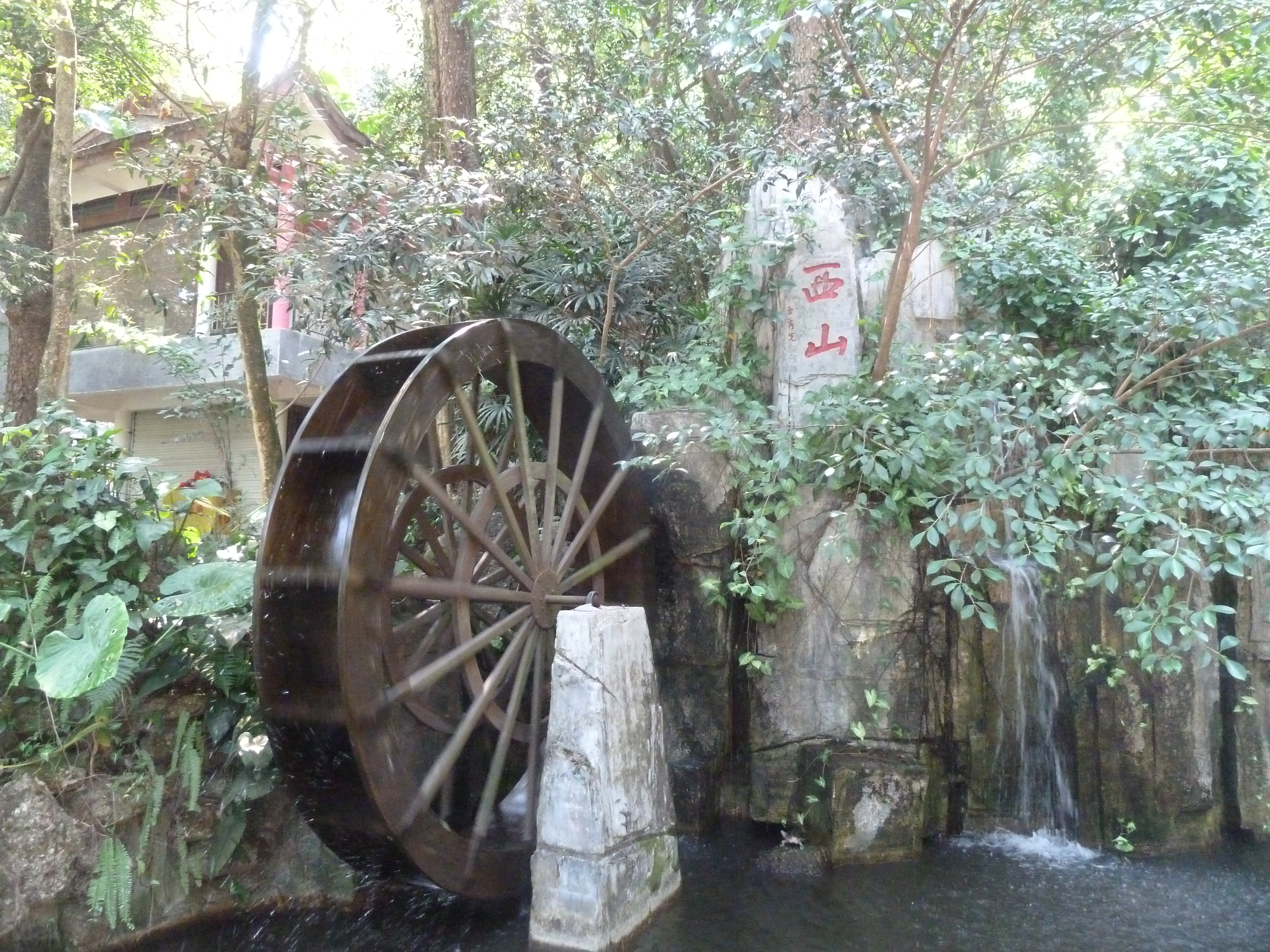
La source douce.
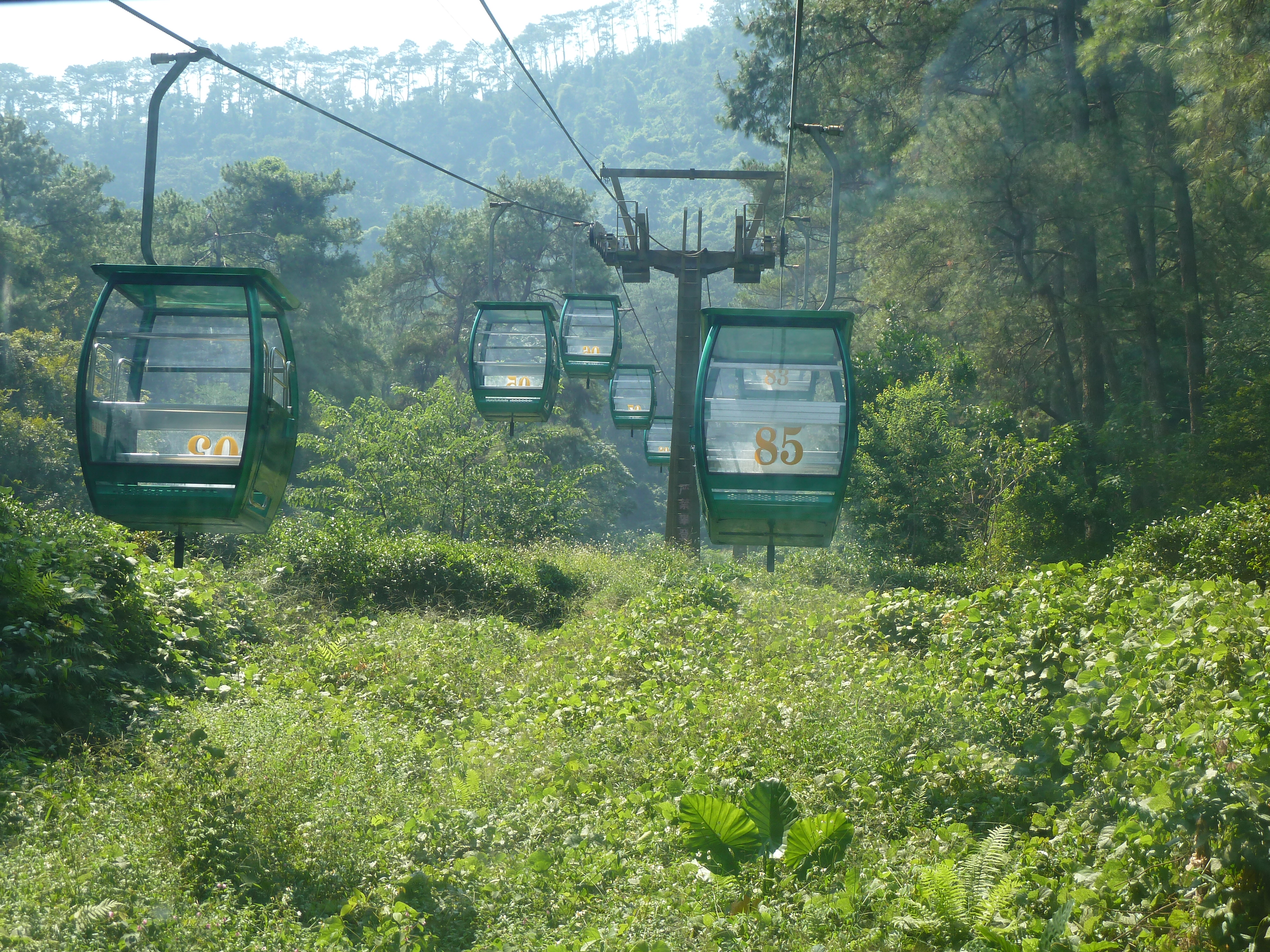
Téléphérique se rendant jusqu'à la mi-montagne.
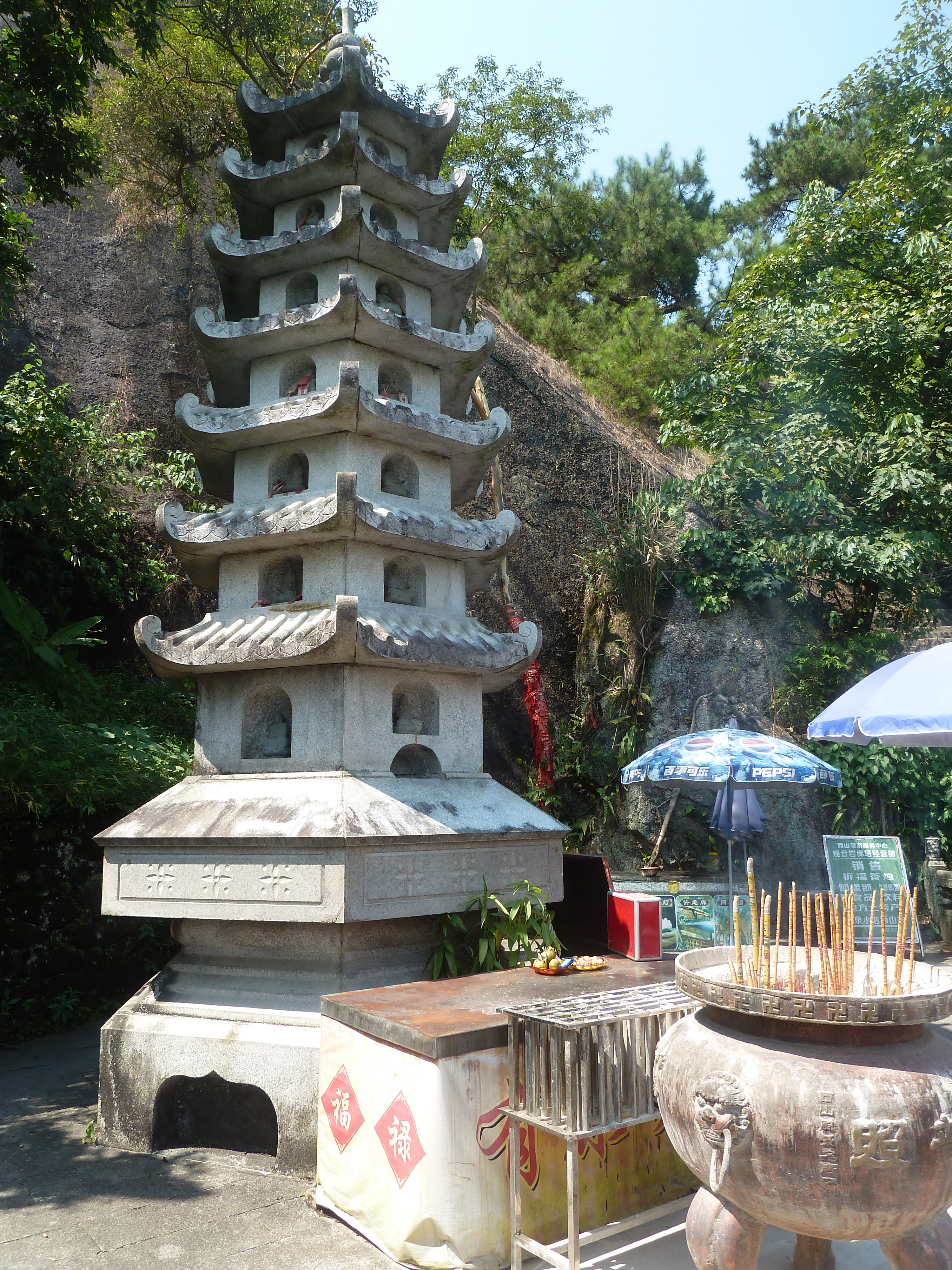
Petite pagode.
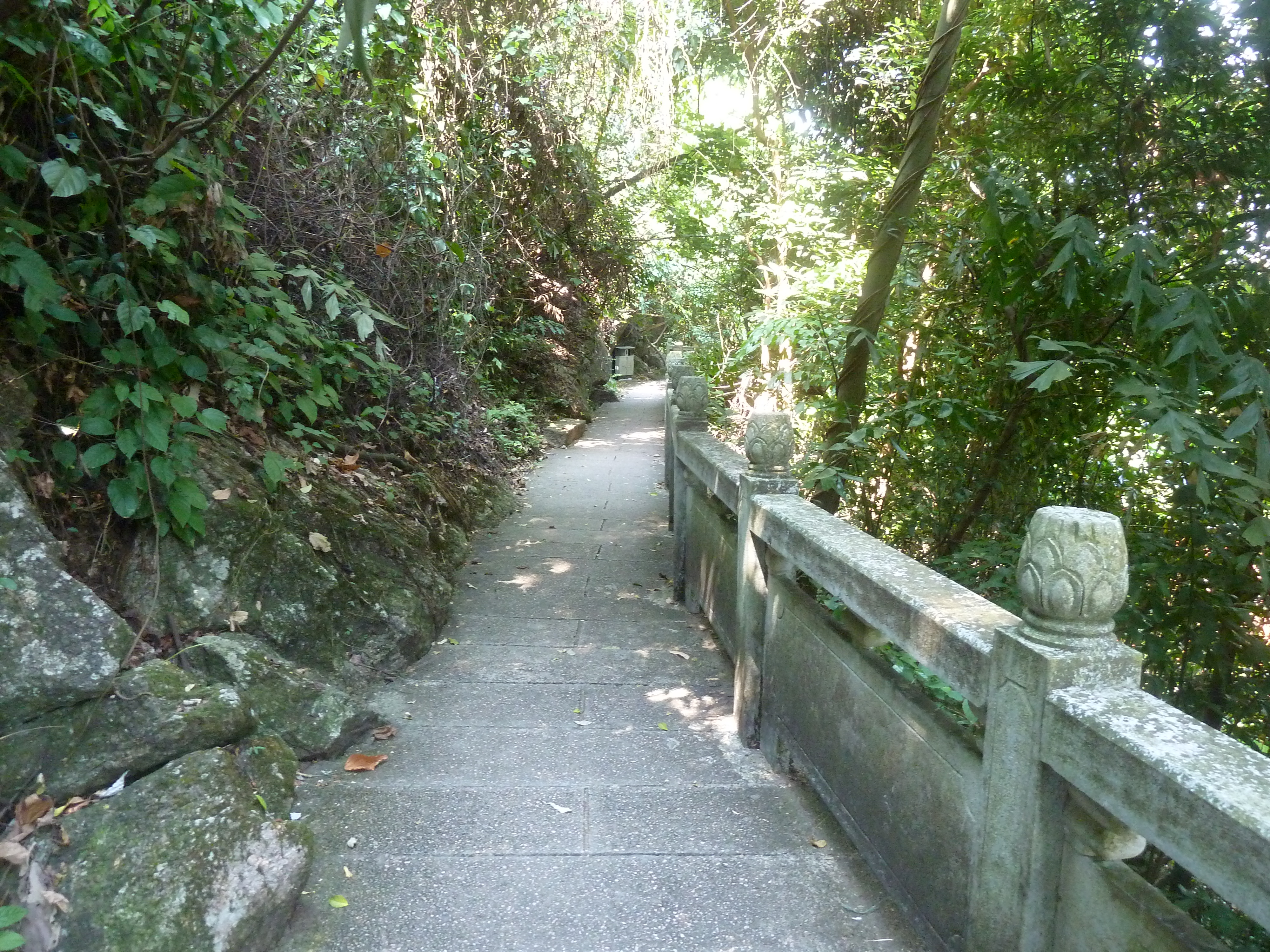
Le sentier.
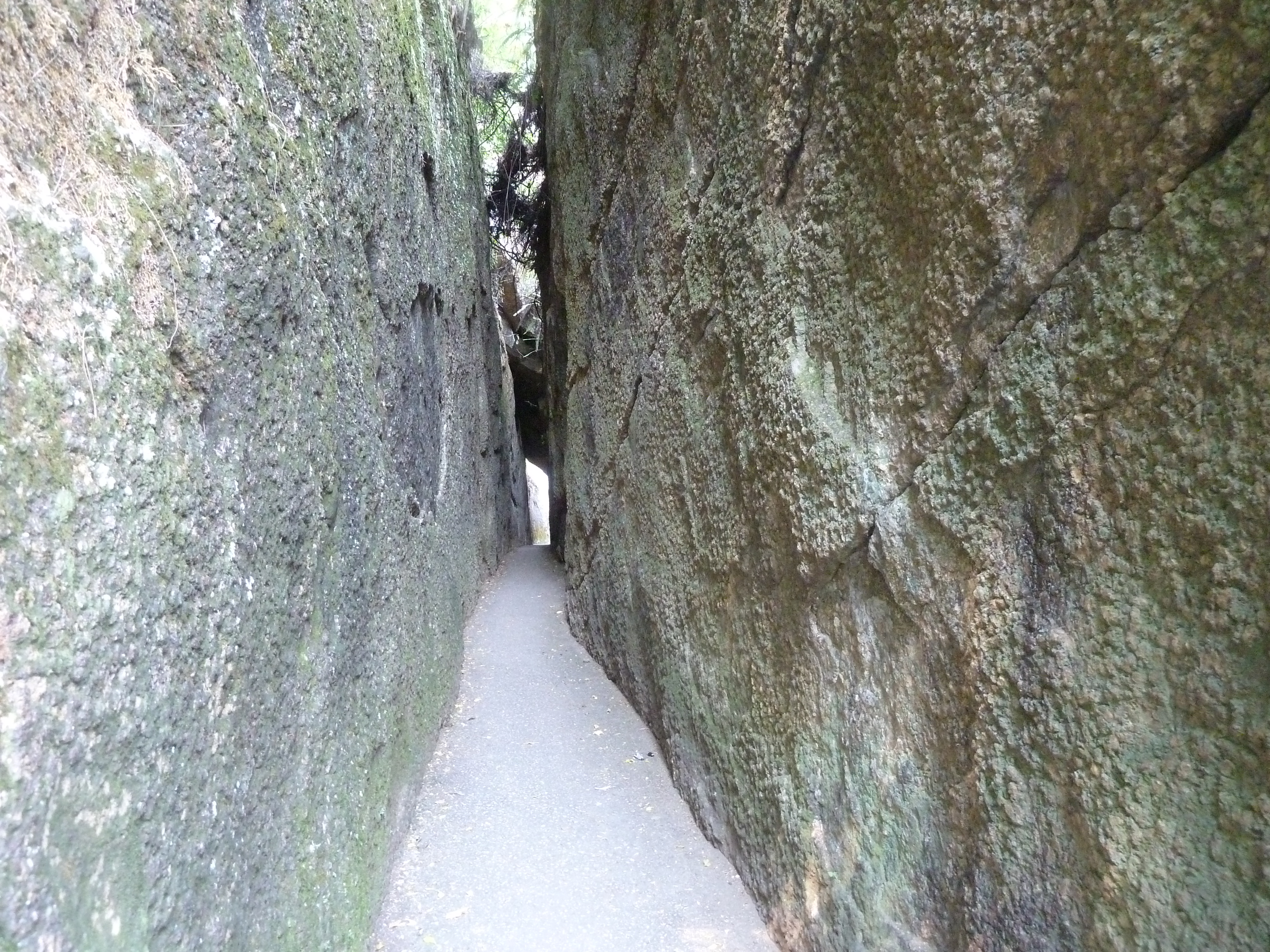
La pierre mince.
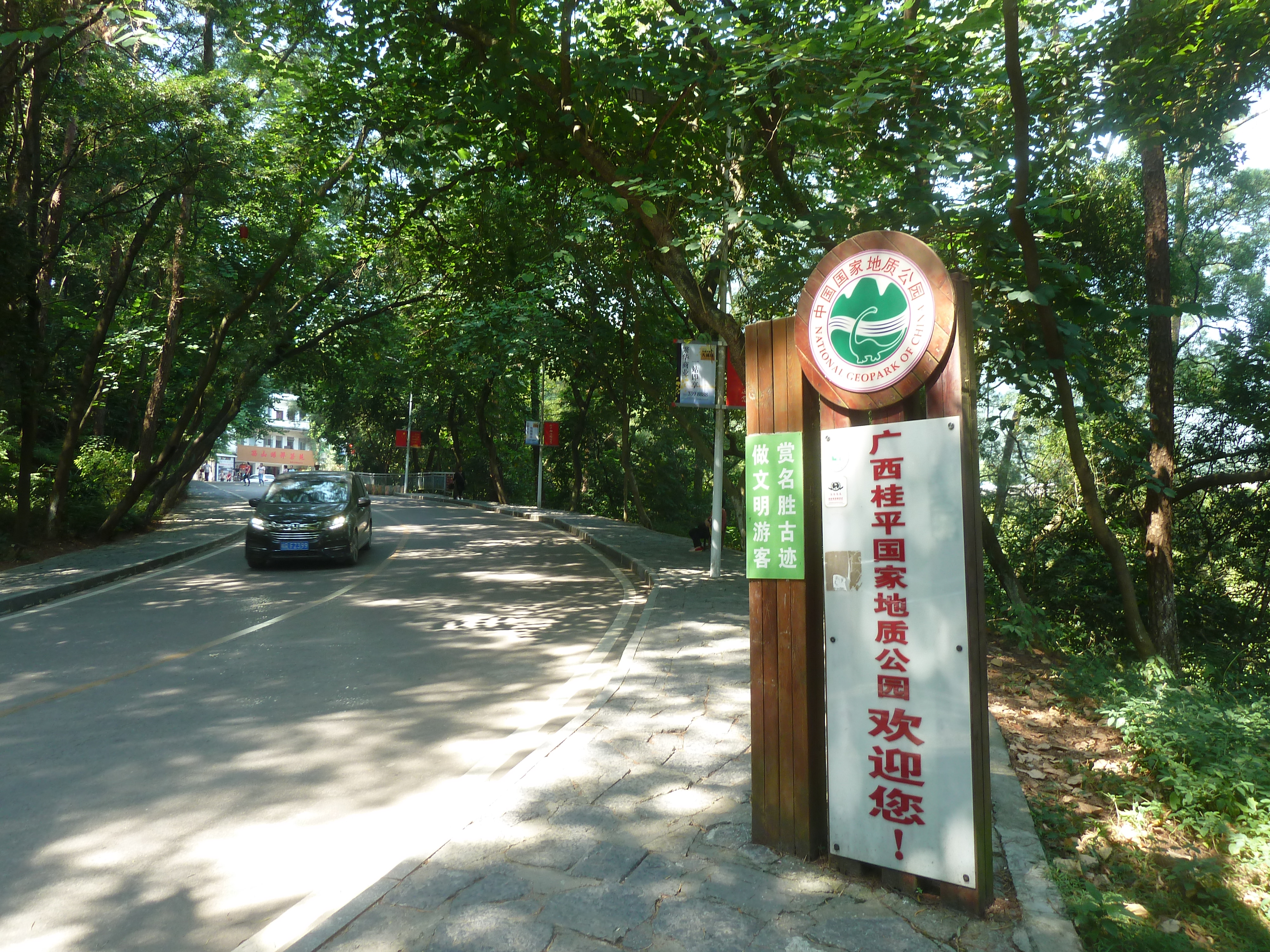
Route vers le parc.
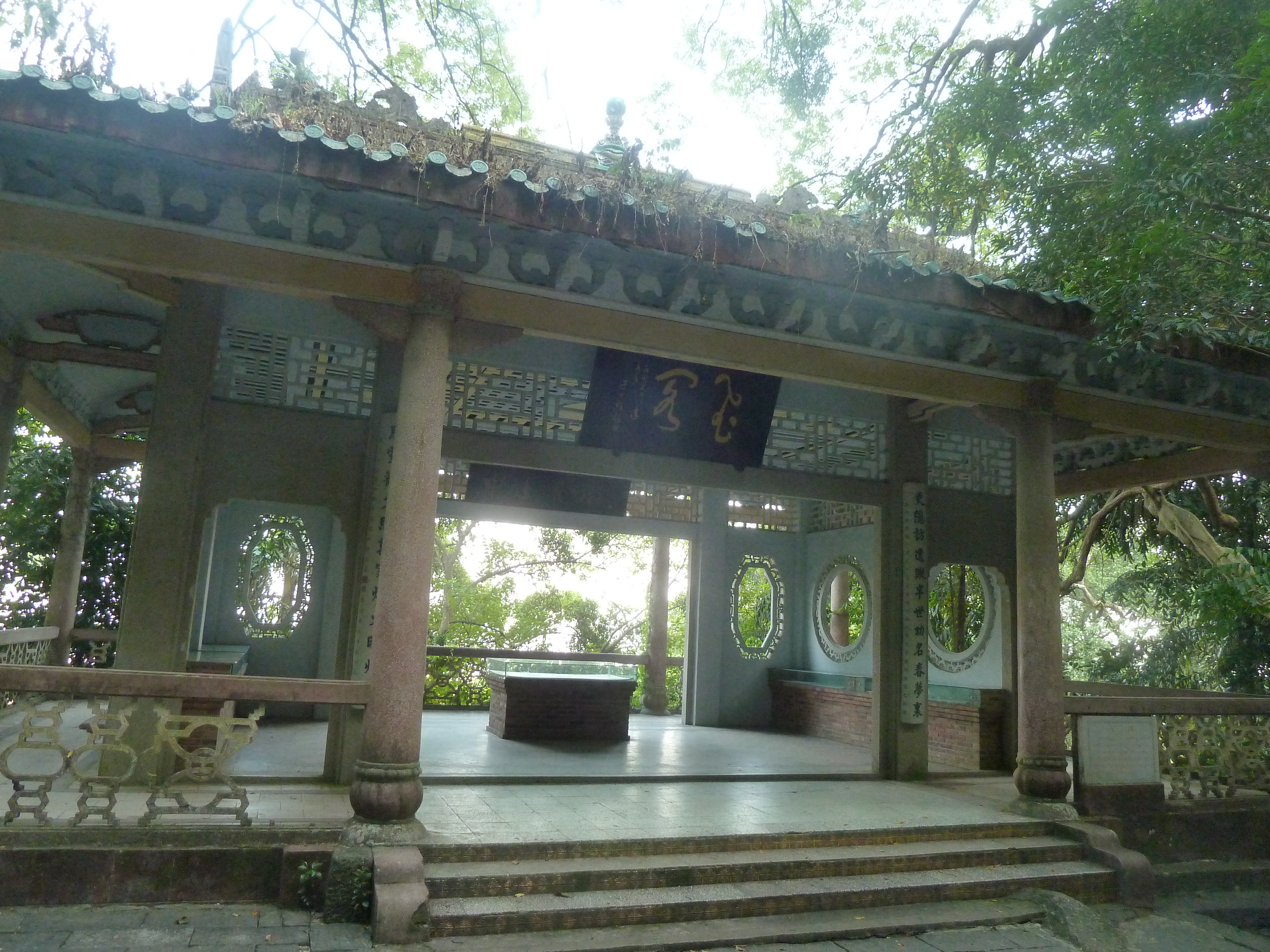
Temple.

## Fréquentation
La période préférée de visite du parc par les Pékinois est au milieu de l'été[réf. nécessaire].